# Oberea medioflavoantennalis
Oberea medioflavoantennalis är en skalbaggsart som beskrevs av Stefan von Breuning 1962. Oberea medioflavoantennalis ingår i släktet Oberea och familjen långhorningar.
Artens utbredningsområde är Sulawesi. Inga underarter finns listade i Catalogue of Life.